# 卜静
卜静（?—?），字玄风，吴郡吴县（今江苏省苏州市）人。三国时期孙吴大臣。
卜静因博览群书而闻名江东，年轻时与同郡陆逊、张敦齐名，名气不如陆绩、顾邵。陆绩官至郁林郡太守，张敦官至海昬县令，陆逊官至丞相，顾邵官至为豫章郡太守。卜静官至剡县（今浙江省嵊州市）县令。